# Боцис, Иван Федосеевич
Иван Федосеевич граф Боцис (греч. Ιωάννης Μπότσης; умер 18 мая 1714) — шаутбенахт или контр-адмирал русского гребного флота.

## Биография
Иван Федосеевич граф Боцис родился в Далмации, служил в венецианском флоте.
Создавая новую галерную службу, Пётр Великий посылал молодых дворян в Венецию, Францию и Испанию, а для управления вновь созданным флотом поручил русскому послу в Константинополе, графу Петру Толстому приискать способного и опытного галерного флагмана, желающего поступить в русскую службу. Таким охотником явился, в числе прочих, граф Боцис. В 1702 году, сообщая о приеме его, Толстой писал, что Боцис «породы греческой, служил в армаде венецианской, и зело человек в искусстве навигации славен, и во время войны многие чинил похвальные дела и был до ныне всего Архипелага комиссаром». В донесении, поданном в посольский приказ, Боцис показал, что он служил в Венеции 17 лет, «начальствуя галерами и кораблями и не подчиняясь никому кроме капитан-генерала и Сената, и за свою славную службу сделан был консулом на всех Архипелагских островах: что будучи уроженец турский и вскормленик венецийский, он 17-летнею службою приобрел большие познания в галерном и корабельном деле, и что, оставя жену, честь, вотчины, слуг и славу свою, приехал служить Его Царскому Величеству. Условий он никаких не заключал и во всем полагается на волю Государя».
В 1704 году назначен начальником галерного флота, который устраивался тогда в Петербурге и Кронштадте.Руководил постройкой гребных судов на Олонецкой верфи, обучал гребле капитанов и экипажи..В 1705 г. привел галерную эскадру в Кроншлот. В 1705 году содействовал Брюсу (обер-коменданту Петербурга) прогнать шведского генерала Майделя от строившегося тогда Петербурга.
6 мая 1708 года граф Боцис с отрядом в составе девяти скампавей и семи бригантин неожиданно напал на финляндский берег, высадив десант из 500 человек, разорил город Борг, собрал контрибуцию с окрестных сел, истребил неприятельский отряд и сжег 15 купеческих судов. Потери русского отряда в этом походе составили 15 человек погибших (включая двух офицеров). В августе того же года снова защищал Петербург от шведского генерала Любекера.
В 1710 году участвовал в ледовом походе к Выборгу, возглавляя галерный отряд, затем участвовал в осаде Выборга. 
В кампанию 1712 года принимал участие в перевозке провианта от Котлина к Выборгу. Когда к Кроншлоту подошла шведская эскадра, командуя отрядом галерного флота, проник в шхеры, где захватил 6 шведских судов: 3 бота, краер и шняву «Рак».
В 1713 году командовал арьергардом флота, в котором Петр предводительствовал авангардом и который вез в Финляндию сухопутные войска генерал-лейтенанта князя Голицына. Петр Великий находился в переписке с графом Боцисом, которого ценил за его знания и личные достоинства; по смерти Боциса, царь взял на память его шпагу и обеспечил пенсиею его семейство. Во время бракосочетания Екатерины с Петром Боцис был посаженым отцом царя вместе с вице-адмиралом Крюйсом.
Иван Федосеевич граф Боцис умер 18 мая 1714 года (согласно РБСП умер 8 мая).